# Португалія на літніх Олімпійських іграх 1948
Португалія брала участь у Літніх Олімпійських іграх 1948 у Лондоні (Велика Британія) усьоме за свою історію, і завоювала одну срібну і одну бронзову медалі. Це перша олімпіада де збірна країни виграла більше однієї медалі.

## Срібло
- Вітрильний спорт, чоловіки — Дуарте де Алмейда Белу і Фернанду Пінту Коелью Белу.

## Бронза
- Кінний спорт, чоловіки — Фернанду Паеш, Франсишку Валадаш і Луїш Мена і Сілва.